# 高橋勇丞
高橋 勇丞（たかはし ゆうすけ、1986年6月7日 - ）は、愛媛県川之江市（現：四国中央市）出身の元プロ野球選手（外野手）。

## 来歴・人物

### プロ入り前
愛媛県川之江市出身。川之江市立上分小学校3年時に軟式野球の「上分とどろき」で野球を始め、川之江市立川之江南中学校時代はボーイズリーグの「川之江ボーイズクラブ」に所属してエース投手として四国大会準優勝。済美高校では上甲正典監督の下、3年時には主将で3番打者として第76回選抜高等学校野球大会準々決勝の東北高校戦で逆転サヨナラ3ラン本塁打を放つなど、同校の初出場初優勝に貢献。しかしその後、主将でありながら寮則に違反したとして公式戦出場はおろかベンチからも外された。夏の第86回全国高等学校野球選手権大会ではチームメイトとともにスタンドで明るくチームを応援する姿がテレビに映り、チームは準優勝。秋に行われた2004年のプロ野球ドラフト会議で阪神から7巡目指名を受け入団。高校通算37本塁打。

### プロ入り後
2005年は下位指名の高卒新人ながらウエスタン・リーグで53試合と多くの出場機会を与えられた。70打席で21三振と脆さも見せたものの、打率.217、出塁率.314と高卒野手としてはまずまずの成績を残した。一方で、守備では守備機会のあった外野手中チーム最低の守備率を記録してしまった。また、守備機会はなかったが三塁手も1試合経験した。
2006年は二軍で61試合に出場。前年より三振の割合が減り打撃成績も全体的に向上、守備でも無失策でシーズンを終えた。オフのプロ野球オールスタースーパーバトル2006では遠投117mを投げ、他の参加選手を驚かせた。
2007年には初めて一軍キャンプに抜擢され、北京プレオリンピック野球日本代表入り。同年は二軍で66試合に出場、レギュラー格となり試合数に対する打席数の割合が増えた。打撃成績は目立って変わらなかったものの、前年までの2年間で3回しか試みなかった盗塁を同年だけで10度試みるなど、走塁面での成長が見られた。守備面では赤松真人に次ぐチーム2位の補殺数を記録。オフの10月に左肩の故障を治療する手術を受けた。
2008年は前年に肩を手術した影響もあって出遅れ、二軍で35試合の出場にとどまったが打率.294、出塁率.415、43打席で3三塁打の好成績を残した。
2009年は一軍登録なし。二軍のウエスタン・リーグにて54試合に出場し、打率.264、本塁打2本、守備率.962の成績だったが、12月2日に自由契約となり、育成選手として再契約した。
2010年10月1日に戦力外通告を受け、そのまま引退。

### 引退後
現在は大阪府内の少年野球チームのコーチを務める。
その後地元に戻って生活している。

## 詳細情報

### 年度別打撃成績
- 一軍公式戦出場なし

### 背番号
- 58 （2005年 - 2009年）
- 121 （2010年）[1]

### 登場曲
- 「晴伝説」湘南乃風（2005年）
- 「So What」P!NK（2009年 - 2010年）